# Verwaltungsgemeinschaft Kurregion Elbe-Heideland
Die Verwaltungsgemeinschaft Kurregion Elbe-Heideland war eine am 1. Januar 2005 gebildete Verwaltungsgemeinschaft im Landkreis Wittenberg im Osten des deutschen Bundeslandes Sachsen-Anhalt.
Am 1. Juli 2009 kam es zur Neubildung der Stadt Bad Schmiedeberg durch die Vereinigung mit Korgau, Meuro, Priesitz, Schnellin, Söllichau und Trebitz sowie den Städten Bad Schmiedeberg und Pretzsch (Elbe). Die Verwaltungsgemeinschaft Kurregion Elbe-Heideland wurde damit aufgelöst. Auf einer Fläche von 159,99 km² lebten 9382 Einwohner (2007).
Die Verwaltungsgemeinschaft umfasste folgende Gemeinden:
1. Bad Schmiedeberg, Stadt
2. Korgau
3. Meuro
4. Pretzsch (Elbe), Stadt
5. Priesitz
6. Schnellin
7. Söllichau
8. Trebitz

Sitz der Verwaltungsgemeinschaft war die Stadt Bad Schmiedeberg.